# Iturrigorri

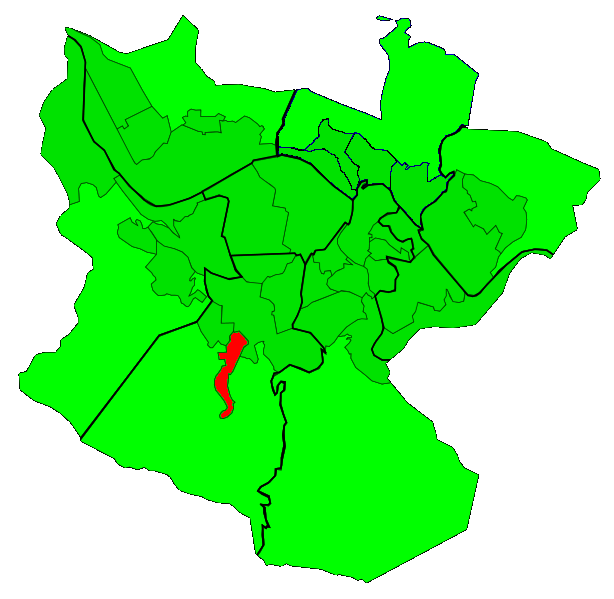
Ubicació d'Iturrigorri

Iturrigorri (també Iturrigorri-Peñascal) és un barri del districte bilbaí d'Errekalde. Té una superfície de 0,18 quilòmetres quadrats i una població de 1.921 habitants (2004). Limita al nord amb el barris d'Errekaldeberri i Uretamendi i al sud amb les muntanyes Arraitz.

## Transports
Iturrigorri és un barri perifèric tot i que ben comunicat amb el centre de la ciutat.
- Bilbobus: Línies per El Peñascal

| Línia | Recorregut                | Freqüència (minuts) |
| ----- | ------------------------- | ------------------- |
| 77    | Peñascal - Mina del Morro | 12´                 |